# Guadalmez
Guadalmez là một đô thị thuộc Ciudad Real, Castile-La Mancha, Tây Ban Nha. Đô thị này có dân số là 996.
| 1991 | 1996  | 2001  | 2004 |
| ---- | ----- | ----- | ---- |
| 960  | 1.093 | 1.050 | 971  |